# Distritos das Bahamas
Os distritos das Bahamas fornece um sistema de Governo local em toda a Bahamas, exceto New Providence (onde a capital Nassau está localizada, cujos assuntos são tratados diretamente pelo governo central). O sistema atual, data de 1996, quando 23 distritos foram "criados" pelo Governo Local nas Bahamas Ato de 1996 – enquanto 9 foram acrescentados desde 1999.
Governo Local nas Bahamas viu um grande sucesso desde sua introdução, mas tem havido uma preocupação sobre o caso de New Providence e se deve ou não ter um governo local.

## Distritos das Bahamas
| Distrito          | Ilha                        | Maiores vilas e cidades           |
| ----------------- | --------------------------- | --------------------------------- |
| Acklins           | Ilhas Acklins e Crooked     | Spring Point, Lovely Bay          |
| Berry Islands     | Ilhas Berry                 | Bullocks Harbour, Chub Cay        |
| Bimini            | Bimini                      | Alice Town, Louis Town            |
| Black Point       | Exuma                       | Black Point                       |
| Ilha do Gato      | Cat Island                  | Arthur's Town, Port Howe          |
| Ábaco Central     | Ábaco                       | Marsh Harbour, Spring City        |
| Central Andros    | Andros                      | Cargill Creek, Behring Point      |
| Central Eleuthera | Eleuthera                   | Governor's Harbour                |
| City of Freeport  | Grand Bahama                | Freeport Lucaya                   |
| Crooked Island    | Acklins and Crooked Islands | Colonel Hill                      |
| East Grand Bahama | Grand Bahama                | Pelican Point, Maclean's Town     |
| Exuma             | Exuma                       | George Town, Rolleville           |
| Grand Cay         | Grand Cay                   | Grand Cay City                    |
| Green Turtle Cay  | Green Turtle Cay            | New Plymouth                      |
| Ilha Harbour      | Eleuthera                   | Dunmore Town                      |
| Hope Town         | Abaco Cays                  | Hope (vila), Man-o-War Cay        |
| Inagua            | Inagua Islands              | Matthew Town                      |
| Long Island       | Long Island                 | Clearance Town                    |
| Mangrove Cay      | Andros                      | Moxey Town, Lisbon Creek          |
| Mayaguana         | Mayaguana                   | Abraham's Bay                     |
| Moore's Island    | Ilhas Ábaco                 | Hard Bargin, The Bight            |
| North Abaco       | Abaco Island                | Coopers Town, Crown Haven         |
| North Andros      | Andros Island               | Nicholls Town, Morgan's Bluff     |
| North Eleuthera   | Eleuthera                   | Upper Bouge, Lower Bouge, Current |
| Ragged Island     | Ragged island Chain         | Duncan Town                       |
| Rum Cay           | Rum Cay                     | Port Nelson                       |
| San Salvador      | San Salvador Island         | Cockburn Town, United Estates     |
| South Abaco       | Ilhas Ábaco                 | Sandy Point, Crossing Rocks       |
| South Andros      | Andros Island               | Congo Town, Mars Bay              |
| South Eleuthera   | Eleuthera                   | Tarpum Bay                        |
| Spanish Wells     | Russel Island               | Spanish Wells                     |
| West Grand Bahama | Ilha Grande Bahama          | West End, Eight Mile Rock         |

- New Providence (rotulados como "NP")

## Mapa

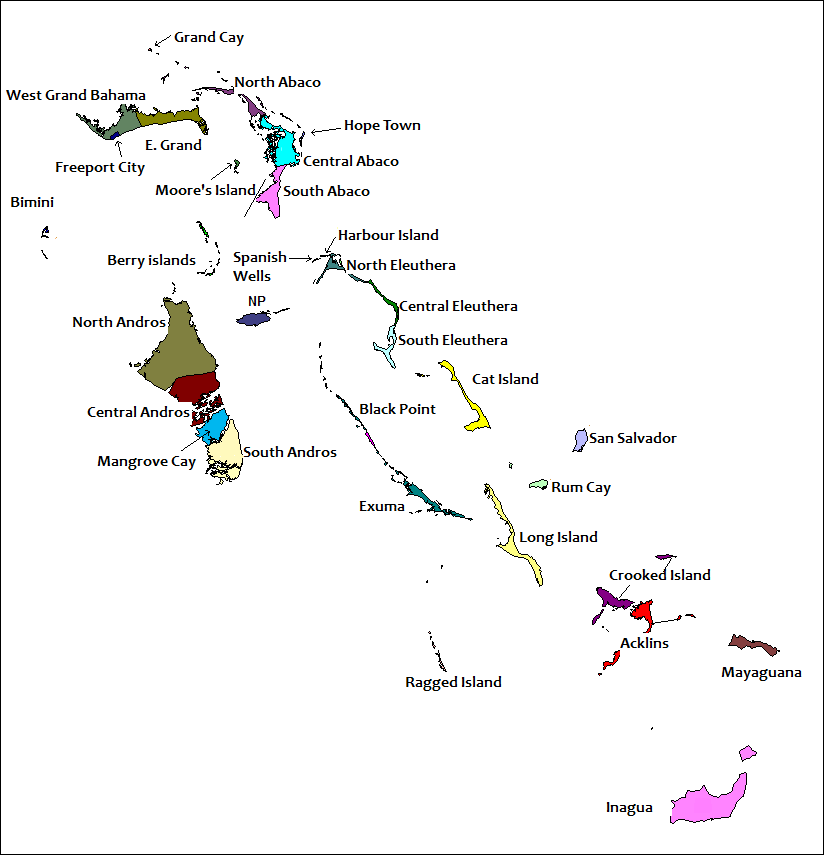
Mapa das Bahamas com os distritos numerados

## Lista dos Conselheiros Chefe
Esta é a lista de Conselheiros Chefe dos vários distritos das Bahamas de 2008-2011.
- Mr Cubel Davis     -Central Abaco
- Mr Wayne Hall      -Hope Town
- Mr Roosevelt Curry -Grand Cay
- Mr Tommy Dames     -Moore's Island
- Mr. Stephen Pedican-North Abaco
- Mr Rovel Roker-South Abaco
- Mr. Roston Cox-Acklins
- Mr David Daxon-Crooked Island
- Mr Clyde Duncombe-Central Andros
- Mr Brian O’Neal Cleare-North Andros
- Mr Brian Moxey-Mangrove Cay
- Mr Zebedee Rolle-South Andros
- Mr. David Dean-Berry Islands
- Mrs. Tasha Bullard-Bimini
- Mr Hancil Strachan-Cat Island
- Mr Daschiel Robert-Harbour Island
- Mr Vincent Collins-North Eleuthera
- Mr Abner Pinder-Spanish Wells
- Mr. Alfred Loan Rolle-Black Point
- Mr Franklyn McKenzie-Exuma
- Ms Antia Doherty-City of Freeport
- Mr Lawrence Laing-East Grand Bahama
- Mr Calvis Bartlett-West Grand Bahama
- Mr Francoinn Cox-Inagua
- Mr Ian Knowles-Long Island
- Mr Clinton Collie-Mayaguana
- Mr Granville Hepburn-Ragged Island
- Mr Kirkland Knowles-Rum Cay
- Mr Jonathan Knowles-San Salvador Island
- Mr Christopher Farrington-Green Turtle Cay

## Distritos anteriores a 2006
Antes de 1996, as Bahamas foram divididas em 21 distritos:
| - Acklins and Crooked Islands - Bimini - Cat Island - Exuma - Freeport - Fresh Creek - Governor's Harbour - Green Turtle Cay - Harbour Island - High Rock - Inagua | - Kemps Bay - Long Island - Marsh Harbour - Mayaguana - New Providence - Nichollstown and Berry Islands - Ragged Island - Rock Sound - Sandy Point - San Salvador and Rum Cay |